# Đào Gia Bảo
Đào Gia Bảo là Trung tướng Công an nhân dân Việt Nam. Ông nguyên là Ủy viên Đảng ủy Công an Trung ương, nguyên Cục trưởng Cục Công tác Đảng và công tác chính trị, Bộ Công an (Việt Nam).

## Tiểu sử
Ông Đào Gia Bảo là đảng viên Đảng Cộng sản Việt Nam.
Từ tháng 1 đến tháng 10 năm 2015, ông Đào Gia Bảo là Đại tá, Phó Cục trưởng Cục Công tác chính trị, Tổng cục Chính trị Công an nhân dân.
Tháng 11 năm 2015, ông Đào Gia Bảo là Thiếu tướng, Cục trưởng Cục Công tác Chính trị, Bộ Công an.
Từ tháng 8 năm 2018 đến nay, ông Đào Gia Bảo là Thiếu tướng, Cục trưởng Cục Công tác Đảng - Công tác Chính trị, Bộ Công an.
Tháng 6 năm 2019, ông là ủy viên Đảng ủy Công an Trung ương (Việt Nam).
Tháng 2 năm 2020, ông được phong quân hàm Trung tướng.
Ngày 30 tháng 6 năm 2020, ông nghỉ công tác chờ hưu.